# 蒲池繁久
蒲池 繁久（かまち しげひさ）は、室町時代の武将。蒲池氏12代・後蒲池3代当主。
蒲池氏は筑後国の大身。筑後の黒木氏や三池氏、肥後国の小代氏が連合して豊後国の大友氏に反旗を翻した時、繁久は五条氏、星野氏、草野氏、問註所氏と共に大友勢として出陣し、蒲池久憲以来の勲功を大友氏が評価するようになり、繁久は豊後・筑後守護の大友親繁から「繁」の字を、嫡男の親久は、親繁の子・政親から「親」の字をそれぞれ下賜された。
これ以降、大友氏歴代当主は蒲池氏の当主に対して偏諱を与えることを通例とするようになり、蒲池氏も大友氏幕下の筑後国領主として存続することになった。